# Ordine della famiglia reale di Johor
L'ordine della famiglia reale di Johor è un ordine cavalleresco del sultanato di Johor.

## Storia
L'ordine è stato fondato il 31 luglio 1886.

## Classi
L'ordine dispone delle seguenti classi di benemerenza:
- Gran commendatore (DKI)
- Commendatore (DKII)

## Insegne
- Il nastro è completamente giallo.

## Insigniti notabili
- Hassanal Bolkiah (DKI, 1980).
- Mahathir Mohamad (DKI, 1989).[1]